# 리투아니아-에스토니아 관계
리투아니아-에스토니아 관계는 리투아니아와 에스토니아 간의 양자 관계를 의미한다. 리투아니아는 탈린에 대사관을 두고 있으며, 에스토니아는 빌뉴스에 대사관을 두고 있다. 양국은 모두 발트 지방에 위치해 있으며, 유럽 연합(EU)과 북대서양 조약 기구(NATO)의 정회원국이다.

## 역사

### 20세기 이전
리투아니아인의 튜턴 기사단에 대한 적극적인 투쟁은 리보니아 기사단이 에스토니아인 (및 라트비아인)을 예속시키는 것을 막았으며, 이들의 저항을 고무시켰다. 리투아니아가 승리를 거둔 1236년의 사울레 전투는 사레마섬 주민들의 봉기를 촉발시켰으며, 1260년의 두르베 전투에서는 다른 에스토니아인들의 저항도 이끌어냈다. 1270년, 에스토니아 서부에서 벌어진 카루세 전투에서는 리투아니아군이 북에스토니아에서 온 리보니아계 독일군과 덴마크군을 격파하였다. 1561년, 남에스토니아는 빌뉴스 조약에 따라 리투아니아 대공국에 양도 및 병합되었으며, 1569년부터 1629년까지는 폴란드-리투아니아 연방의 자치령인 우즈다우구비스 공국에 속했다.

### 현대 관계
리투아니아와 에스토니아는 1921년 3월 2일, 공식적으로 외교 관계를 수립하였다. 제2차 세계 대전 이후 소련의 점령이 이어지면서 양국은 망명 중 외교 공관 활동을 계속하였다. 독립이 회복된 이후, 1991년 6월 16일에 양국 간 외교 관계가 사실상 재수립되었다.

## 협정
양국 간의 많은 협정들은 라트비아를 포함한 발트 3국 간의 3자 협정 형태로 체결되었다.
2004년, 1992년에 체결된 발트 3국 간의 자유 무역 협정은 세 나라가 유럽 연합에 가입함에 따라 대체되었다.
2017년에는 리투아니아와 에스토니아가 라트비아와 함께 철도 협정을 체결하였으며, 이 협정은 향후 발트 3국 간 고속철도 건설을 위한 전제 조건 중 하나로 간주된다.

## 같이 보기
- 리투아니아의 대외 관계
- 에스토니아의 대외 관계